# Війна і мир
«Війна і мир» (рос. Война и мир) — роман-епопея російського письменника Льва Толстого.

## Історія написання і значення
У 1856—1863 Толстой працював над романом про декабристів. Коріння подій 14 грудня 1825 він побачив у подіях війни 1812 року — часу духовного пробудження народу, єднання дворянства й простих людей в боротьбі з іноземцями. Так виник задум роману «Війна і мир». Роман писався впродовж 1863—1869 рр. (виданий у 1865—1869 рр., у виданнях 1873 і 1886 до тексту внесені деякі зміни).
«Війна і мир» мало схожий на класичний роман. У ньому немає традиційного любовного трикутника, любовного або соціального конфлікту як основи сюжету. Традиційно ключовими елементами роману є кульмінація або розв'язка — у той час це, як правило, були дуель, одруження або смерть персонажів. Тим часом, одруження одного з головних героїв, П'єра Безухова на пустій і аморальній світській красуні Елен Курагіній мало впливає на наступні події його життя. Дуель П'єра з коханцем Елен, Долоховим, не є пружиною дії. Вмирає інший улюблений толстовський герой, князь Андрій Болконський, але оповідь триває. П'єр одружується на Наташі Ростовій. Проте роман закінчується не описом їхнього весілля, а, здавалося б, випадковою сценою — зображенням сну Ніколеньки, сина князя Андрія. У цьому сні з'єдналися в одне два головні герої — князь Андрій і П'єр Безухов, і сон провіщає лихо П'єрові — майбутньому декабристу.
Цей дивний, незвичайний роман має відкритий фінал — майбутнє сім'ї П'єра і Наташі невідоме і лише смутно вгадується. Не зовнішні зміни в долях героїв, а їхня духовна еволюція, їхні етичні пошуки складають справжній зміст «Війни і миру».

## Сюжет

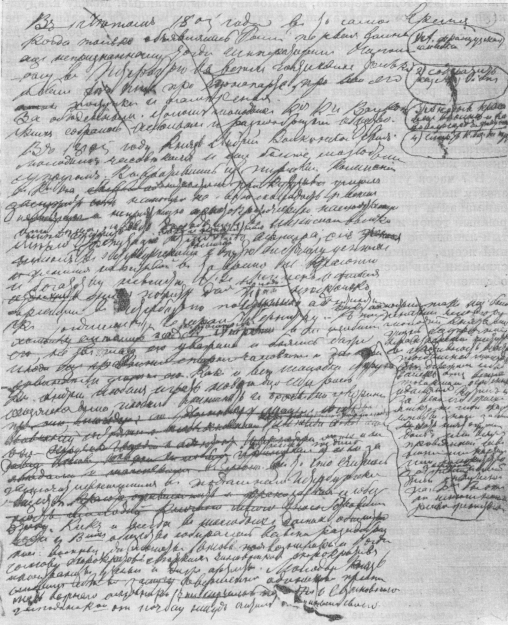
Дев'ята чернетка роману

Дві основні лінії «Війни та миру» — історія двох друзів, П'єра Безухова і Андрія Болконського. Їх об'єднує образ юної графині Наташі Ростової — нареченої князя Андрія, пізніше, після його смерті — дружини П'єра. П'єр і особливо князь Андрій проходять через захоплення Наполеоном. Князь Андрій мріє про велику славу. Під час битви з армією Наполеона при Аустерліці, підхопивши прапор, що падає, він попрямував назустріч ворогові, вважаючи, що солдати рушать за ним. Раптово його важко поранили. Він падає на землю і бачить високо над собою блакитне небо. Це небо для князя Андрія стає символом вищої божественної гармонії і справжньої величі життя. Він прозріває, звільняється від духовної сліпоти: «Як тихо, спокійно і урочисто, зовсім не так, як я біг… зовсім не так повзуть хмари по цьому високому нескінченному небу. Як же я не бачив раніше цього високого неба? І як я щасливий, що дізнався це нарешті. Так! все порожнє, все обман, окрім цього нескінченного неба». Андрій Болконський осягає в цю хвилину всю брехню наполеонівської величі і його пихатих прагнень. Образи природи у творі «Війна та мир» — символи вищої гармонії, одкровення про правду світу. Вони протиставлені суєті, егоїстичності, низького помилкового життя людей (перш за все — людей вищого світу), чужих духовних прагнень. Відродження спустошеного князя Андрія, що втратив сенс існування, що втратив дружину, символізує старий усохлий дуб, який навесні пускає свіжі молоді паростки. Схоплений французами, випробувавши жах розстрілу П'єр Безухов осягає в полоні, що головна, непідвладна нікому його головна цінність — безсмертна душа. Це звільняюче відчуття приходить до П'єра, коли він споглядає нічне зоряне небо. Краса буття втілена для героїв «Війни і миру» — П'єра і князя Андрія — і в образі щирої поетичної і душевної Наташі Ростової. Випадково почутий місячною ніччю в маєтку Отрадне розмова захопленої Наташі з двоюрідною сестрою Сонею повертає щастя молодості і безпосередність відчуттів князеві Андрію.
Риса улюблених героїв Толстого — здібність до духовного зростання. І П'єр, і князь Андрій звільняються від помилкових ідей завдяки спілкуванню з простими російськими людьми. Для князя Андрія це капітан Тушин і підлеглі йому солдати-артилеристи, з якими він познайомився в битві з Наполеоном при Шенграбені. П'єру найвищу цінність простоти відкривають солдати, яких він бачить на Бородинському полі. Солдат Платон Каратаєв допомагає зрозуміти П'єру, що сенс життя — в ньому самому, в його простих і природних радощах, в інтуїтивній довірі до життя, в покірному сприйнятті бід і радощів, які трапляються людині на її життєвому шляху.
Природність в романі протиставила помилковому, порожньому життю. Проста і природна Наташа Ростова — юна «графінечка», самовіддано виконує російський народний танець. Прості, позбавлені акторства і фальші російські солдати, що здійснюють подвиги буденно, без помислів про славу. Простий російський полководець Кутузов, що втілює, як і Платон Каратаєв, повноту знайденого сенсу життя. До звільнення від дрібних і егоїстичних відчуттів рухаються і Андрій, і П'єр. Андрій, смертельно поранений при Бородині, знаходить невичерпну любов до всіх людей, а потім, перед смертю, — повну відчуженість від усіх земних турбот і хвилювань, найвище умиротворення. П'єр знаходить спокій і щастя в тихому сімейному житті з Наташею.
Цим персонажам протиставлений позер Наполеон, що захоплено грає роль «великої людини». Його нагадують численні «наполеони» і «наполеончики» — російський імператор Олександр I, сановник Сперанський, фрейліна Анна Шерер, сімейство Курагіних, кар'єрист Борис Друбецькой і обачлива Жюлі Карагіна і багато інших. Ці персонажі наділені перебільшеним уявленням про власне значення, всередині вони порожні і бездушні, випробовують бажання слави, чисто плотську пристрасть, дбають про кар'єру, люблять багато і красиво говорити. Але вони не знають любові до ближнього, не відчувають вищого смислу буття.
У романі зрівняні в своєму значенні історичні сцени і сцени приватного, сімейного життя. Толстой однаково детально описує Аустерліцьку битву, битву при Бородині, військову раду штабу російської армії у Філях і перший бал Наташі Ростової, полювання старого графа Ростова і розмови П'єра і Наташі про здоров'я дітей. «Історичні» розділи у «Війні та мирі» чергуються з «сімейними». Толстой сприймає те, що відбувається саме з погляду, «сторонньої» людини, а не з погляду полководця або державного діяча. Так, Бородинська битва побачена очима штатської людини — П'єра Безухова, який нічого не розуміє у військовій науці. В уявленні Толстого приватне, сімейне життя звичайних людей — така ж історична подія, гідна уваги історика і письменника не менше, ніж переговори царів і дипломатів або військові перемоги.
З'єднання «сімейних» глав з розгорненим описом історичних подій, сполучення кількох сюжетних ліній, включення в його текст багатьох десятків персонажів стали рисами, абсолютно новими для сучасного Толстому романа. Пізніші дослідники назвали «Війну і мир» романом-епопеєю.
У історико-філософських розділах «Війни і миру» Толстой розкриває своє розуміння смислу і законів історії. На його думку, історичні події визначаються збігом безлічі причин, і тому люди не можуть зрозуміти закономірностей історії. Толстой запекло і уїдливо полемізує з думкою про вирішальну роль великих людей — царів, полководців, дипломатів — в історії. Чим вище місце людини в суспільстві і в державі, тим з більшим числом обставин він повинен рахуватися, — помічає він. Достовірно велика людина не втручається в таємничий, не зрозумілий розумом хід історії. Він тільки відчуває серцем її закони і прагне сприяти ходу подій. Саме такий в зображенні Толстого Кутузов, що не піклується про військові плани, поводить себе нібито пасивно і неуважно напередодні вирішальних битв. Саме тому, переконує письменник, переможець — Кутузов, а не Наполеон, що ретельно розробляв військові плани, але не відчуває прихованого ходу подій, забув, що етична правота у війні 1812 року — на стороні росіян. Толстой відкидав історичну науку, вважаючи її шарлатанством. Він допускав, що рух історії визначається не волею людей, а Провидінням.

## Критика

### Критики XIX століття
Микола Соловйов в 1869 р, в цілому високо оцінив роман, але дорікав Толстому в тому, що він необґрунтовано проводить думку про «рокове фаталістичне значення всіх явищ життя», що «в творі Толстого на увазі найбільше виявляються князі та графи, міністри та генерали, фрейліни та великосвітські красуні» і «надавши стільки значення ройовій, гуртовій масі життя, автор «Війни і миру» не показує нам, як ці маси розвивають в собі енергію і виявляють свій вплив на героїв, керуючи ними, за припущенням автора».
Микола Страхов в 1869 р також дуже високо оцінив роман, але зауважив, що «вся розповідь «Війни і миру» ніби має на меті довести перевагу сумарного героїзму над героїзмом діяльним», між тим «неможливо заперечувати, що люди рішучі, сміливі не мали ніякої важливості в ході справ, щоб російський народ, не породжував людей, що дають простір своїм особистим поглядам і силам» і ця сторона російського характеру «не цілком зображена автором».
Павло Анненков в 1868 р високо оцінив роман, але зауважив, що «незрозуміло, як міг автор звільнити себе від необхідності показати поруч зі своїм суспільством присутність елемента різночинців, що отримувала все більшого і більшого значення в житті», тоді як в описуваний в романі час «два великі різночинця, Сперанський і Аракчеєв, стояли біля керма правління і не тільки неприкладали зусиль аби приховати своє бідне походження, але й пишалися ним і змушували інших відчувати його при нагоді».
Микола Шелгунов в 1869 р поставився до роману Толстого вельми критично. Він написав, що «після прочитання роману графа Толстого ви відчуєте в голові таку невиразність понять, що у вас опустяться руки і останній ґрунт зникне з-під ваших ніг», що «якби граф Толстой дивився не назад, а вперед, не на схід, а на захід; якби він мав дійсну силу для белетристичної популяризації, розроблявся б тепер мислителями про боротьбу особи з суспільством, цивілізації з варварством, індивідуалізму з колективністю, то, звичайно, у нього не вийшло б, що історичне значення Каратаєвих вище значення Конта, Стефенсон, Морзов і безпосереднє почуття Сходу сильніше європейської думки», що «Війна і мир», по суті, — слов'янофільський роман, в якому наплутали правду з брехнею, науку з невіглаством, благо зі злом, прогрес з відсталістю».
Іван Франко зазначав, що німецька критика давала роману вищі оцінки, ніж російська. Також він вказував, що Толстой прагнув стати реформатором історіографії, проте історики спростували його засади ще до того, як той написав свій роман. Філософська та сюжетна частина роману, на думку Франка, пов'язані в одне ціле неорганічно.

### Критики XXI століття
Історик Євген Понасенков звертає увагу на те, що з листування Льва Толстого видно, що той не знав не тільки історичні концептуальні речі, але навіть і те, куди вести своїх персонажів і що їм подобається. З цієї причини, вважає історик, і книга вийшла нерівною і дуже різною. За його словами «Війна і мир» — це ґрунтовна і неприродна філософія. Що стосується знань Льва Толстого про війну, то Євген Понасенков вважає, що письменник вивчив дуже мало джерел, причому все перебрехав і пристосував під потреби своєї нездорової філософії. Також історик стверджує, що до кінця 1830-х років не існувало навіть терміна «Вітчизняна війна», як і не було і ніякої хрестоматійною толстовської «дубини народної війни».

## Різне
Твір очолює Рейтинг 100 найкращих книг усіх часів журналу «Ньюсвік».

## Переклади українською
- (частковий переклад, 2 з 4 томів) Лев Толстой. Війна і мир: в 2 книгах. Кн. 1: Т. 1-2. Переклад з російської: Олексій Варавва. Харків: Держлітвидав УРСР. 1937. ? стор.
- (повний переклад, 4 з 4 томів) Лев Толстой. Війна і мир: в 2 книгах; Кн. 1: Т. 1-2, Кн. 2: Т. 3-4. Переклад з російської: Олексій Кундзіч. Київ: Держлітвидав УРСР. 1952—1953. 599 стор., 601 стор.
  - (передрук) Лев Толстой. Війна і мир у 4 книгах. Переклад з російської: Олексій Кундзіч. Київ: Держлітвидав УРСР. 1958—1959 // Лев Толстой. Твори в 12 томах. Київ: Держлітвидав УРСР. 1958—1960.
  - Т. 4: Війна і мир. Т. 1: Ч.1-3
  - Т. 5: Війна і мир. Т. 2: Ч.1-5
  - Т. 6: Війна і мир. Т. 3: Ч.1-3
  - Т. 7: Війна і мир. Т. 4: Ч.1-4